# Basiceros manni
Basiceros manni är en myrart som beskrevs av Brown och Kempf 1960. Basiceros manni ingår i släktet Basiceros och familjen myror. Inga underarter finns listade.

## Bildgalleri

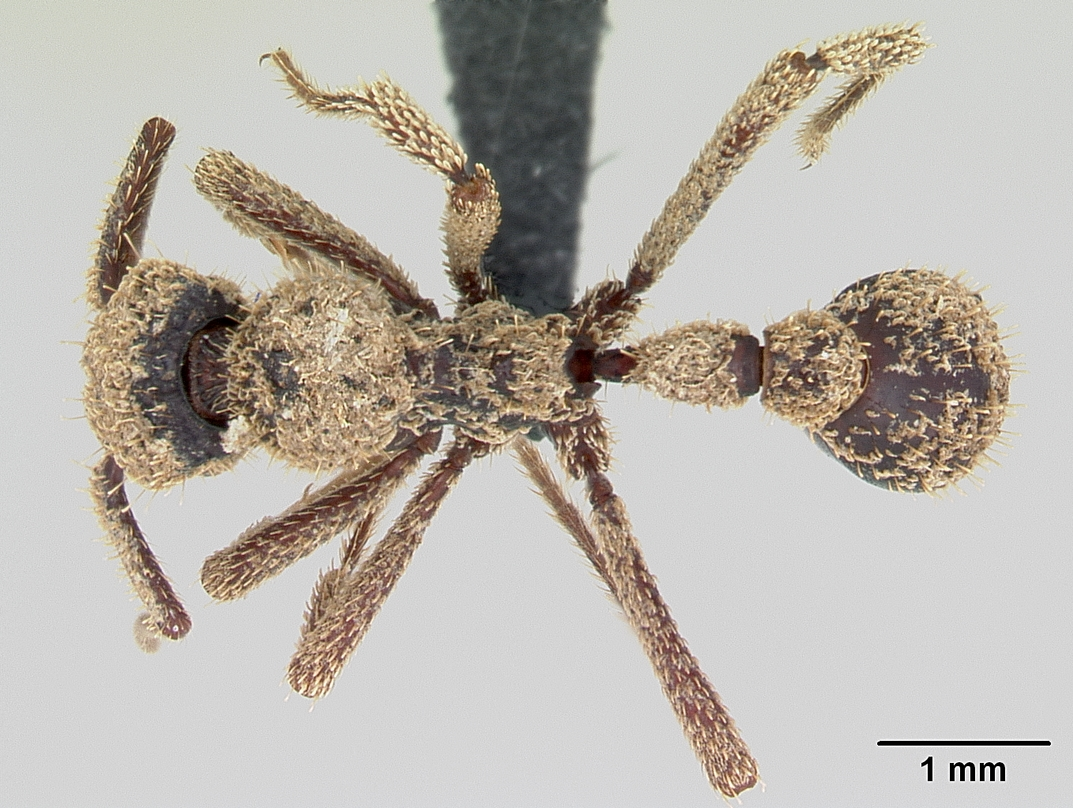
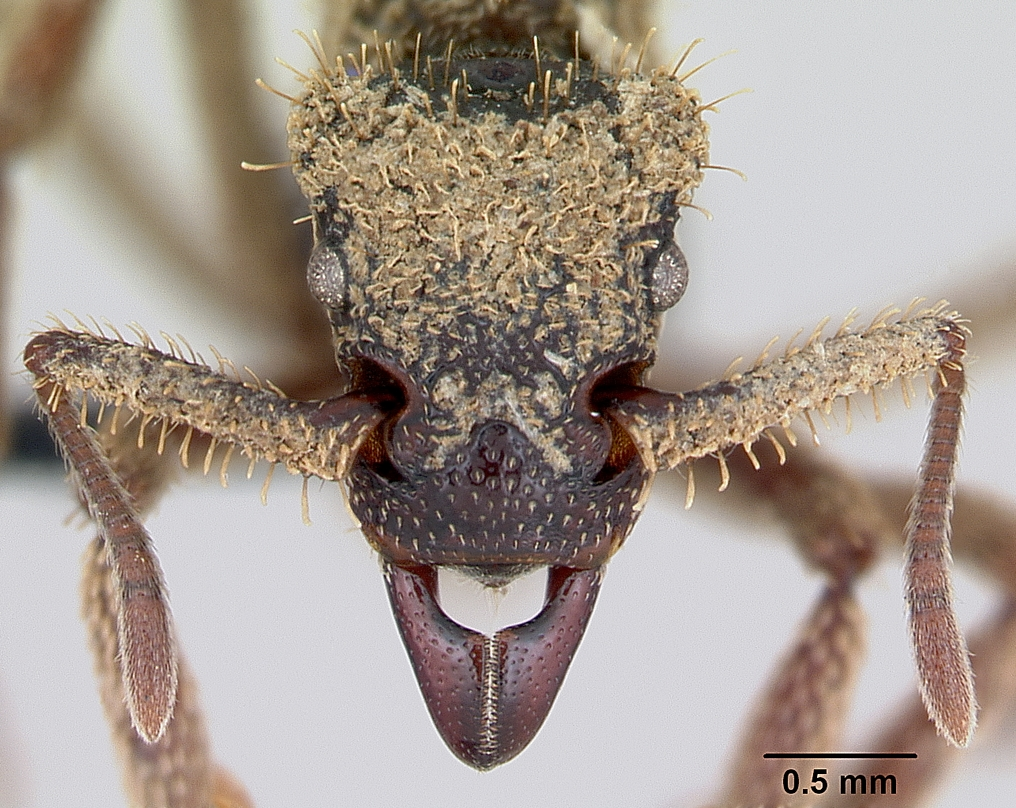
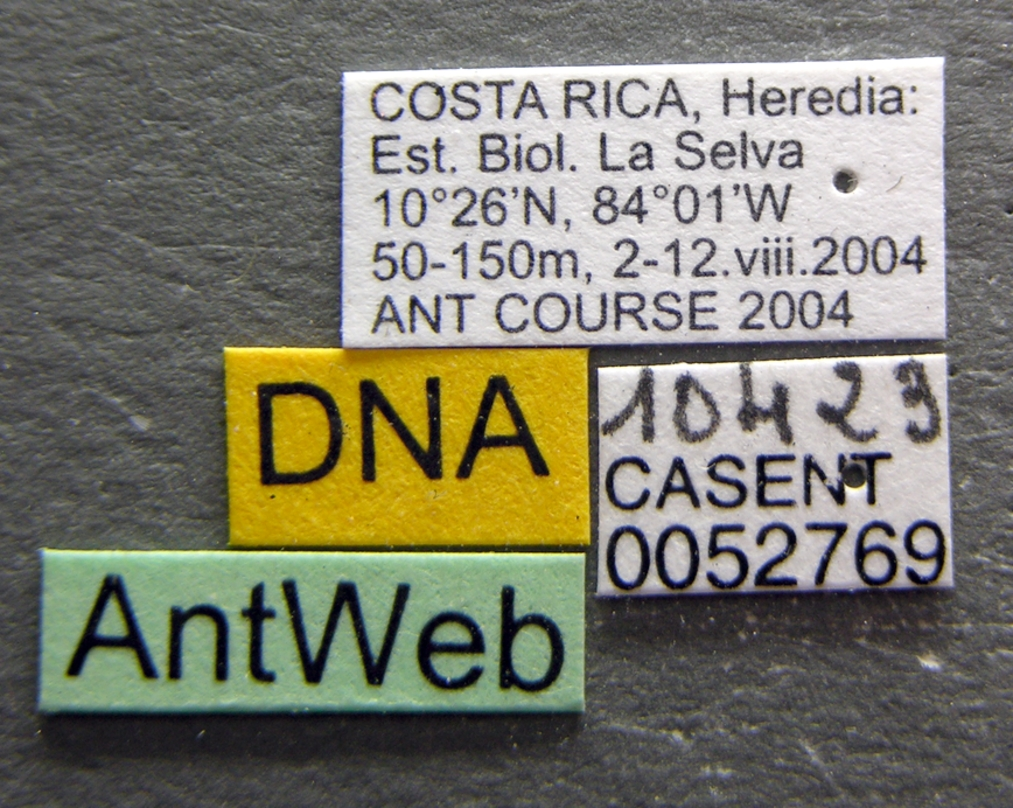
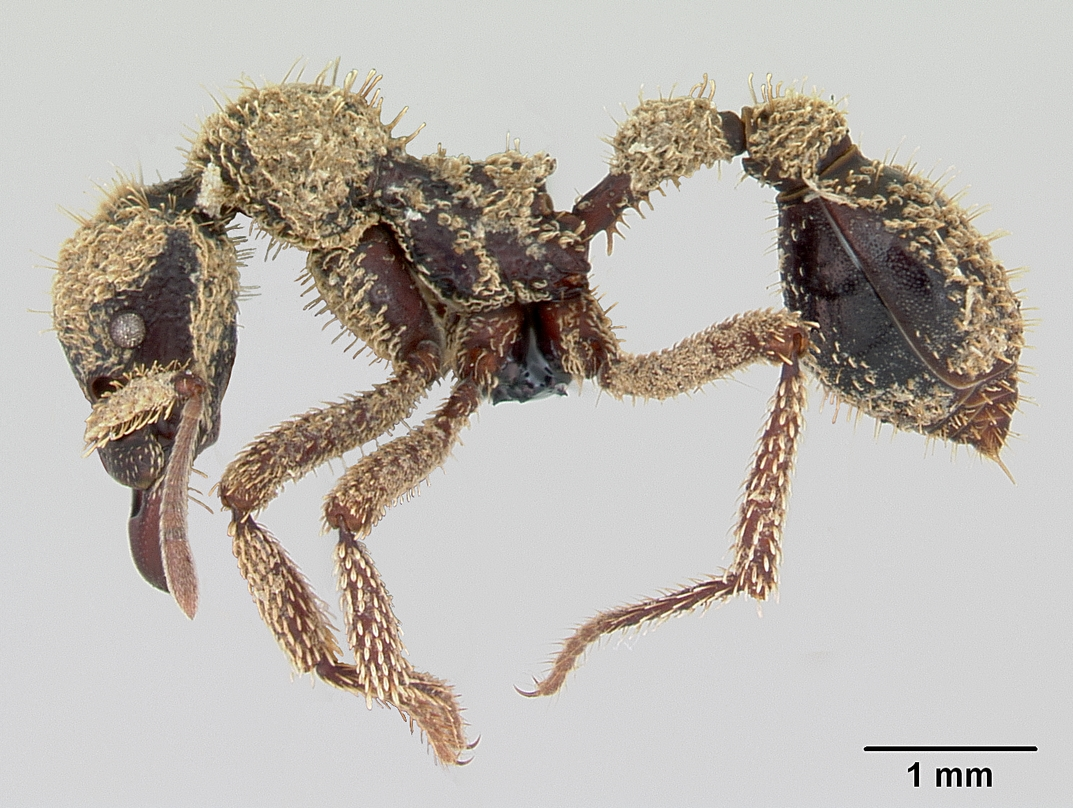